# Claustro de San Pedro de Galligans

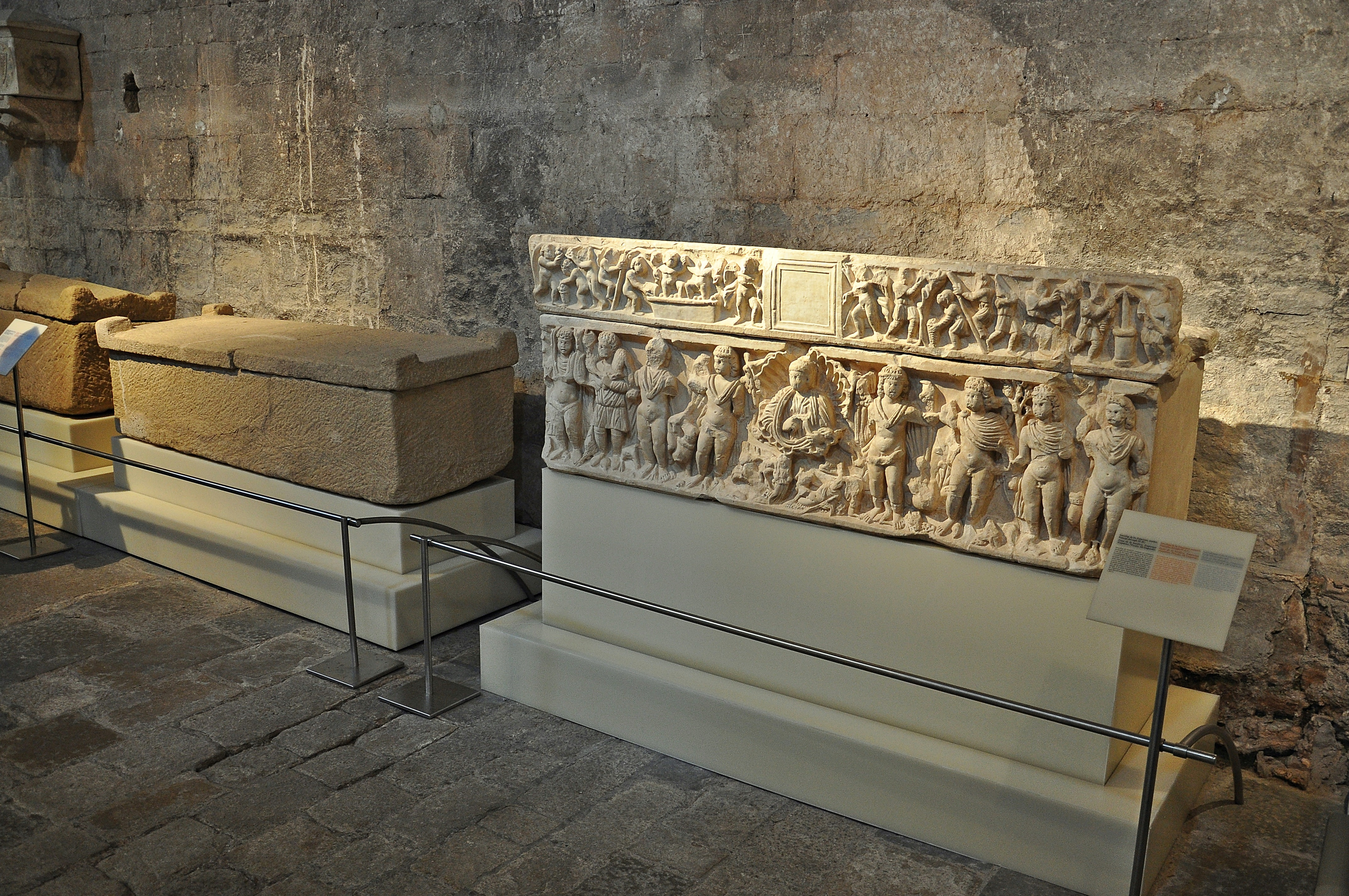

El claustro de San Pedro de Galligans (en catalán claustre de Sant Pere de Galligans) pertenece al monasterio benedictino situado en la Vall Umbrosa del río Galligans. En su entorno se encontró una necrópolis antigua, de los primeros tiempos de la Alta Edad Media. Este claustro tiene dimensiones algo reducidas pero presenta unas características propias y pertenece al extenso grupo de claustros catalanes que se mantienen en pie y de los cuales se tiene buena información documental. En el año 1857 se adaptó este claustro como sede para recoger las piezas arqueológicas de Gerona que estaban custodiadas y repartidas en distintos lugares. También en el año 1870 se pudo inaugurar el museo con el nombre de Museo de Arqueología de Cataluña (Gerona), además de construirse una segunda planta como ampliación necesaria. En 1939 se cerró definitivamente el culto en la iglesia y este espacio fue añadido también como complemento.

## Construcción y dependencias
Posteriormente, según los estudios realizados por el arquitecto Puig i Cadafalch (1867-1956), las diferentes pandas se fueron levantando en este orden: panda norte, panda este, panda sur y panda oeste. Las dependencias monásticas no se ubicaron (por razones topográficas) en el recinto del patio como es común a todos los monasterios, sino en un edificio paralelo al río y adosado a la pared oeste del claustro.
En el machón noroeste hay una inscripción referente al abad Rotlandus (muerto en 1154). La inscripción no deja clara la relación que pueda haber con la fecha de este abad y el comienzo de la construcción de la obra del claustro. Se cree que el epígrafe, dada su situación, servía para que los monjes reverenciaran al abad siempre que pasasen por ese lugar para entrar desde la iglesia al claustro.

## Arquitectura

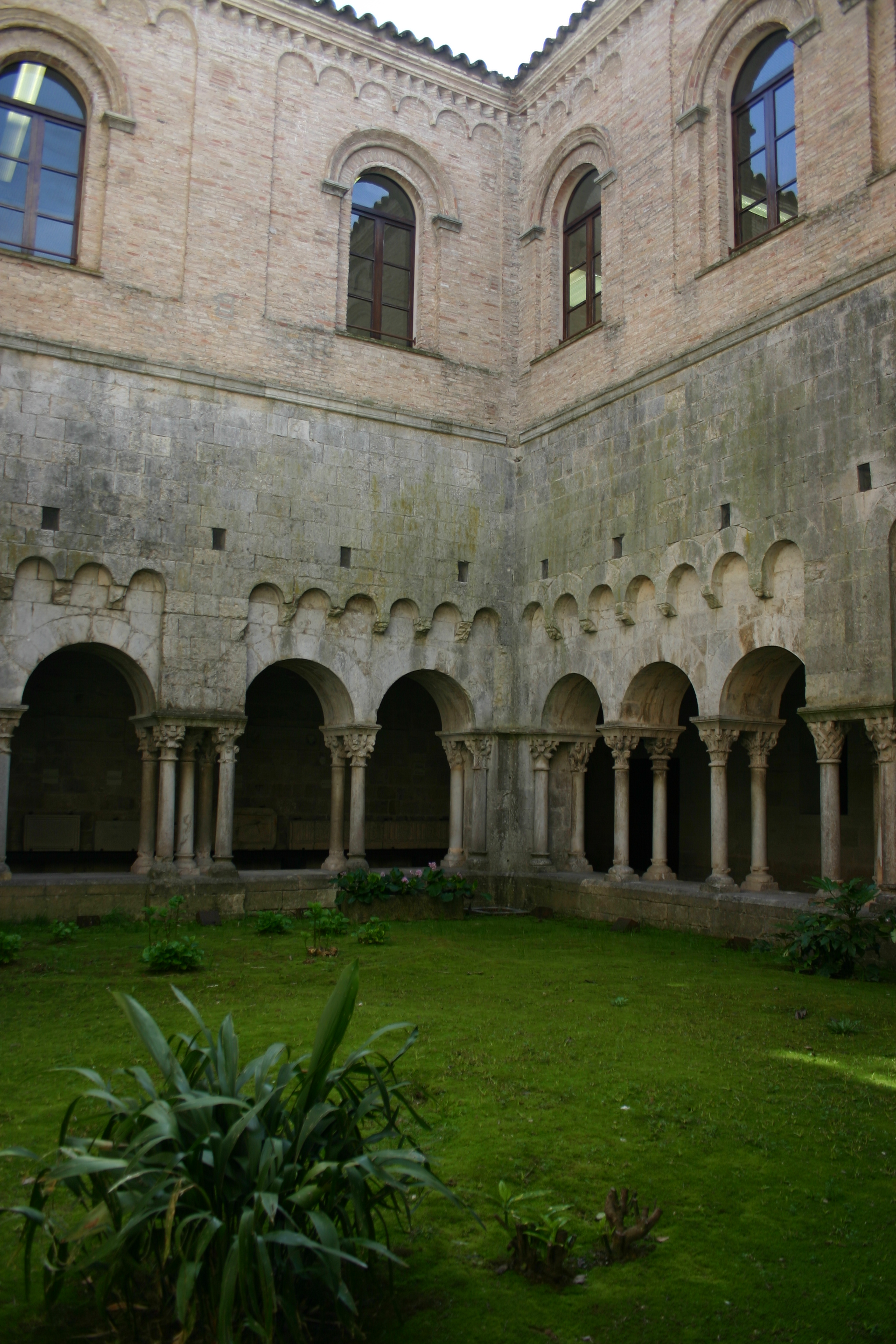
Lado corto con 4 arcos más las 5 columnas del centro.

Es de planta rectangular siendo ligeramente más largos los lados norte y sur que cobijan seis arcos, mientras que los del este y oeste tienen cuatro. Las bóvedas son de cuarto de cañón. Los arcos son de medio punto y descansan sobre columnas con capiteles trabajados, que a su vez se apoyan sobre un podio corrido característico de los claustros catalanes.

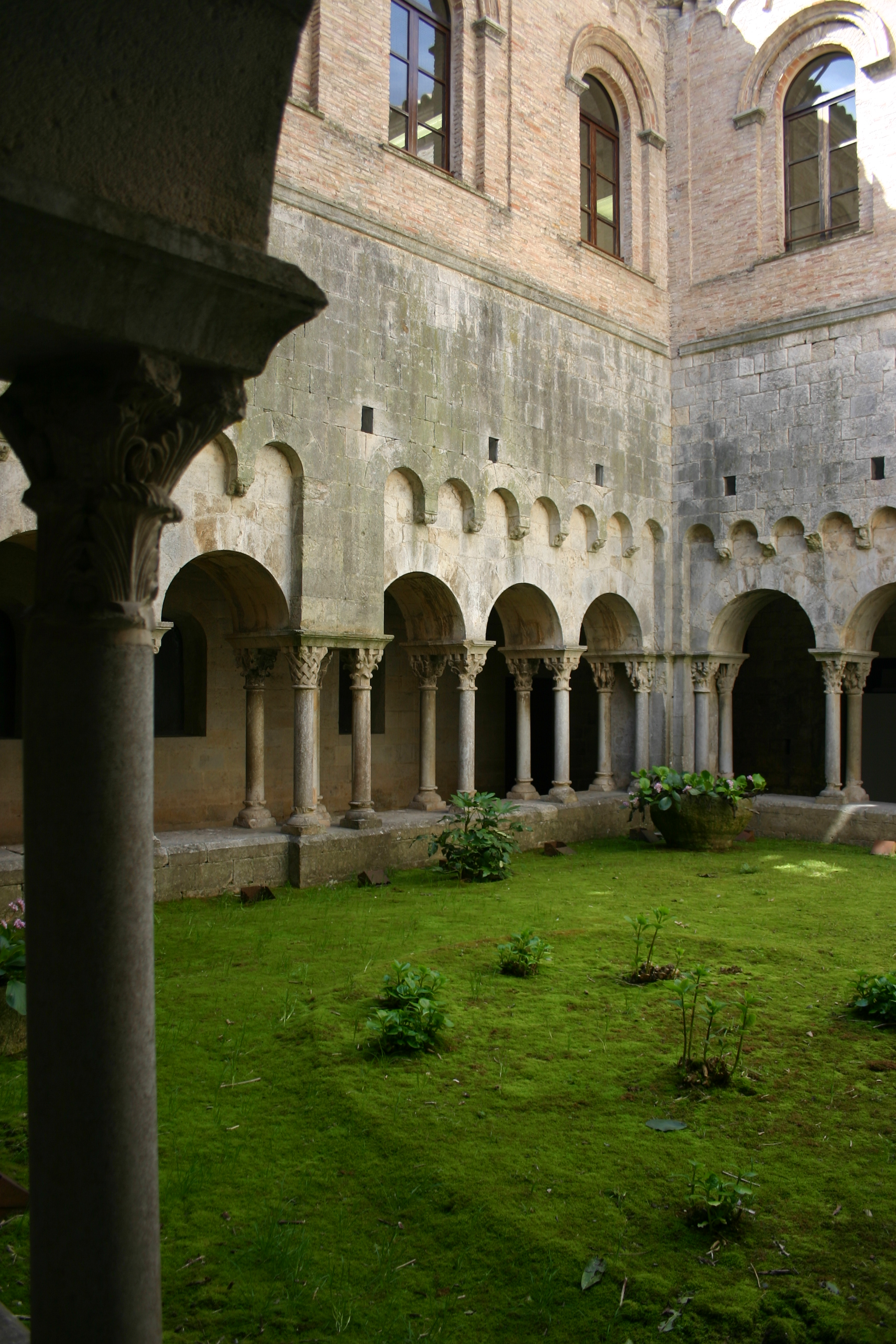
Uno de los lados largos con 6 arcos más las 5 columnas del centro.

En el centro de cada uno de los lados y en el lugar donde debía ir el pilar central se levantan grupos formados por cinco columnas exentas, caso excepcional en el románico de los claustros catalanes.  A derecha e izquierda de estos grupos se levantan a lo largo del muro tres columnas pareadas. En las esquinas las columnas se arriman a los machones de los ángulos. Por encima de los arcos y en la pared exterior se ven grupos de arquillos ciegos que a su vez descansan sobre pequeñas ménsulas trabajadas con temas zoomórficos y vegetales. Solo se conservan en buen estado las del ala sur.
Los capiteles se realizaron entre 1170 y 1185. Están muy bien trabajados con ciertas fórmulas tradicionales (sin llegar a ser arcaicos) y con un recuerdo de la talla a bisel; son un magnífico ejemplo de arte románico de la zona. Los temas son zoomórficos, historiados y vegetales. Los más elaborados con historias narrativas son los emplazados en el centro del lado oeste y una pieza del lado norte. El resto presenta las clásicas cestas románicas, en este caso de ascendencia provenzal y del Languedoc. Se ha relacionado el trabajo de estos capiteles con la cantería de San Pedro de Rodas cuyos temas zoomórficos llevan siempre un eje de simetría.

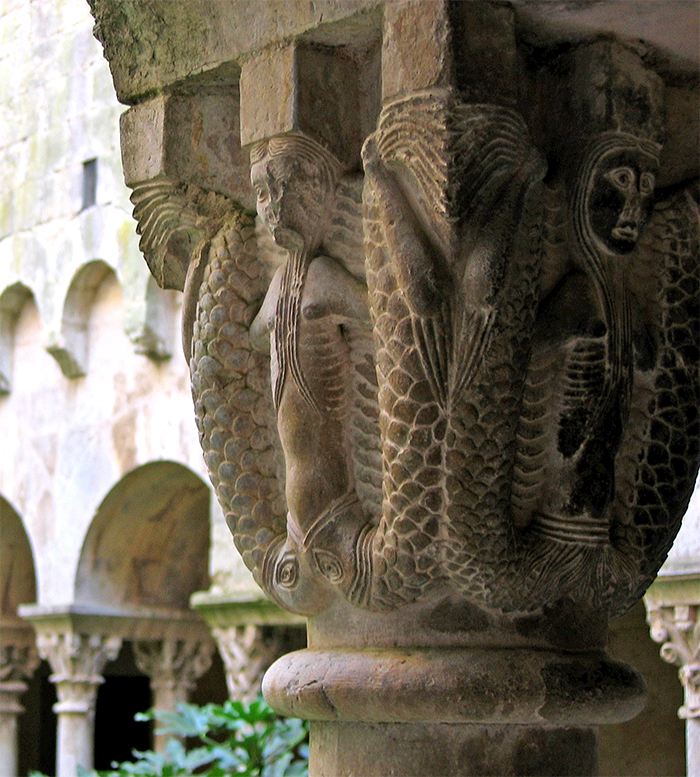
Sirenas de doble cola

En el lado oeste en uno de los capiteles figuran en sus ángulos cuatro danzarinas dando la voltereta y entre medias un hombre con bigote, un joven imberbe, un músico tocando la viola y un obispo ante el altar. Otro capitel muestra la representación de las sirenas (o nereidas)
de doble cola, símbolo de los peligros del amor y la seducción sin control, más otra cara con la Natividad y otra con la Huida a Egipto. En este lado oeste hay un total de trece capiteles. Otro capitel con figuras humanas es considerado como el más interesante de todos. En otros se representa la Anunciación, el Nacimiento de Jesús, la Adoración de los Reyes y a la Virgen con el Niño en el regazo y San José a su lado. En el lado norte casi todos los capiteles están decorados con motivos vegetales pero hay uno en que pueden verse ocho personajes de pie en los que se llega a reconocer un báculo y un libro con una cruz delante. Otros capiteles tienen figuras humanas entremezcladas con motivos vegetales. En los lados este y sur los motivos son hojas de acanto, piñas y palmas o leones, sirenas, y otras aves.

Claustro
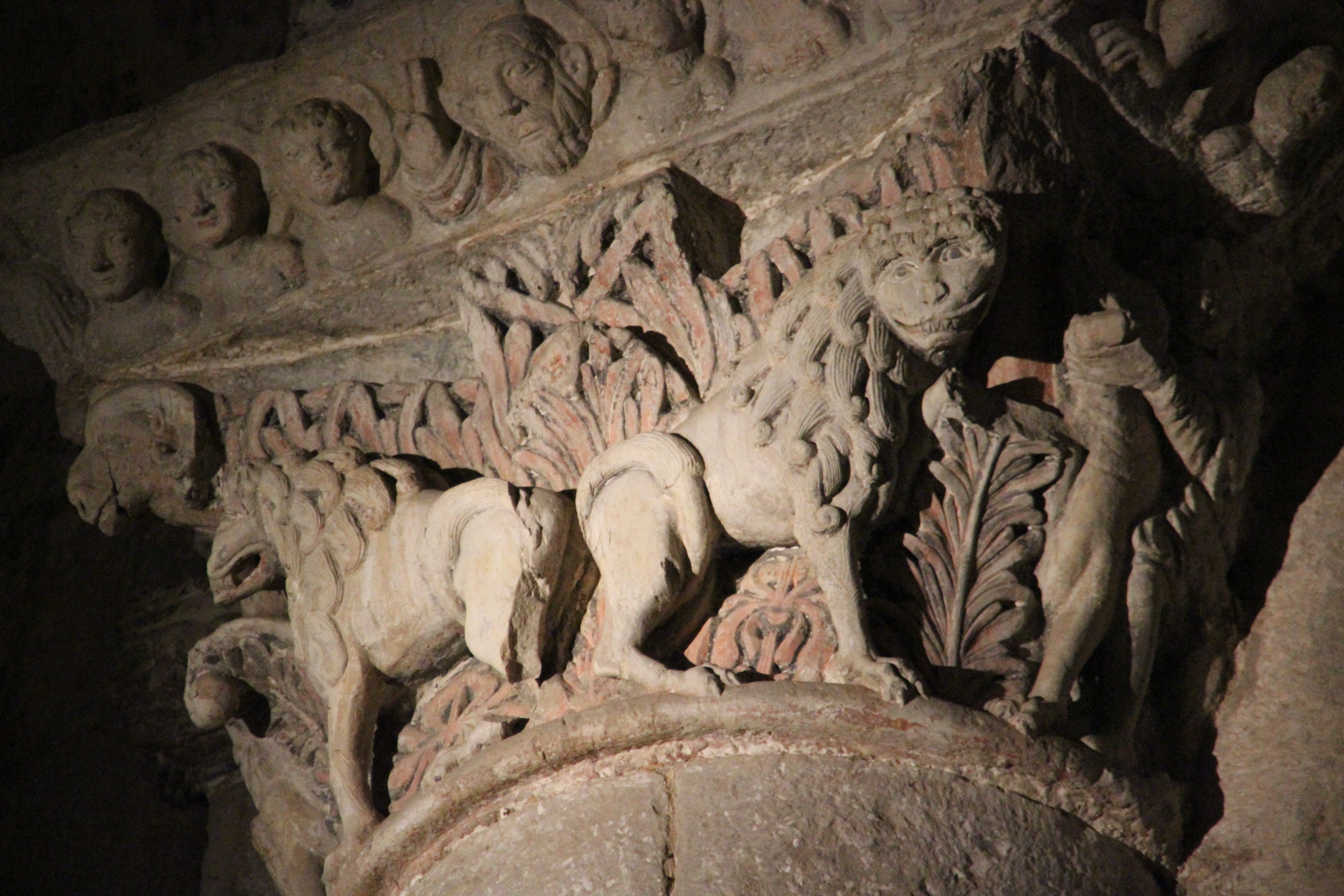
Talla zoomorfa
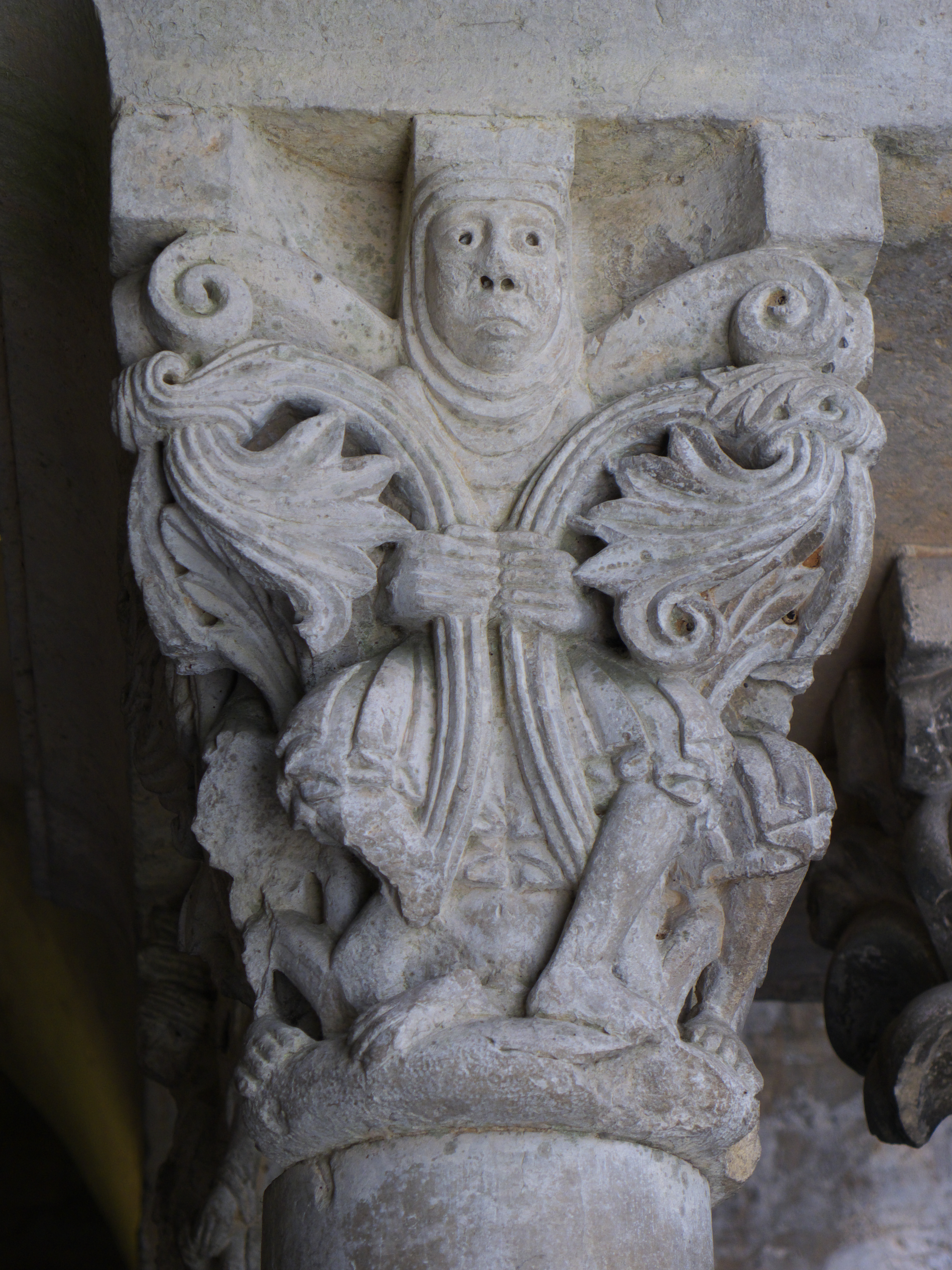
Figura simbólica humana y elementos vegetales
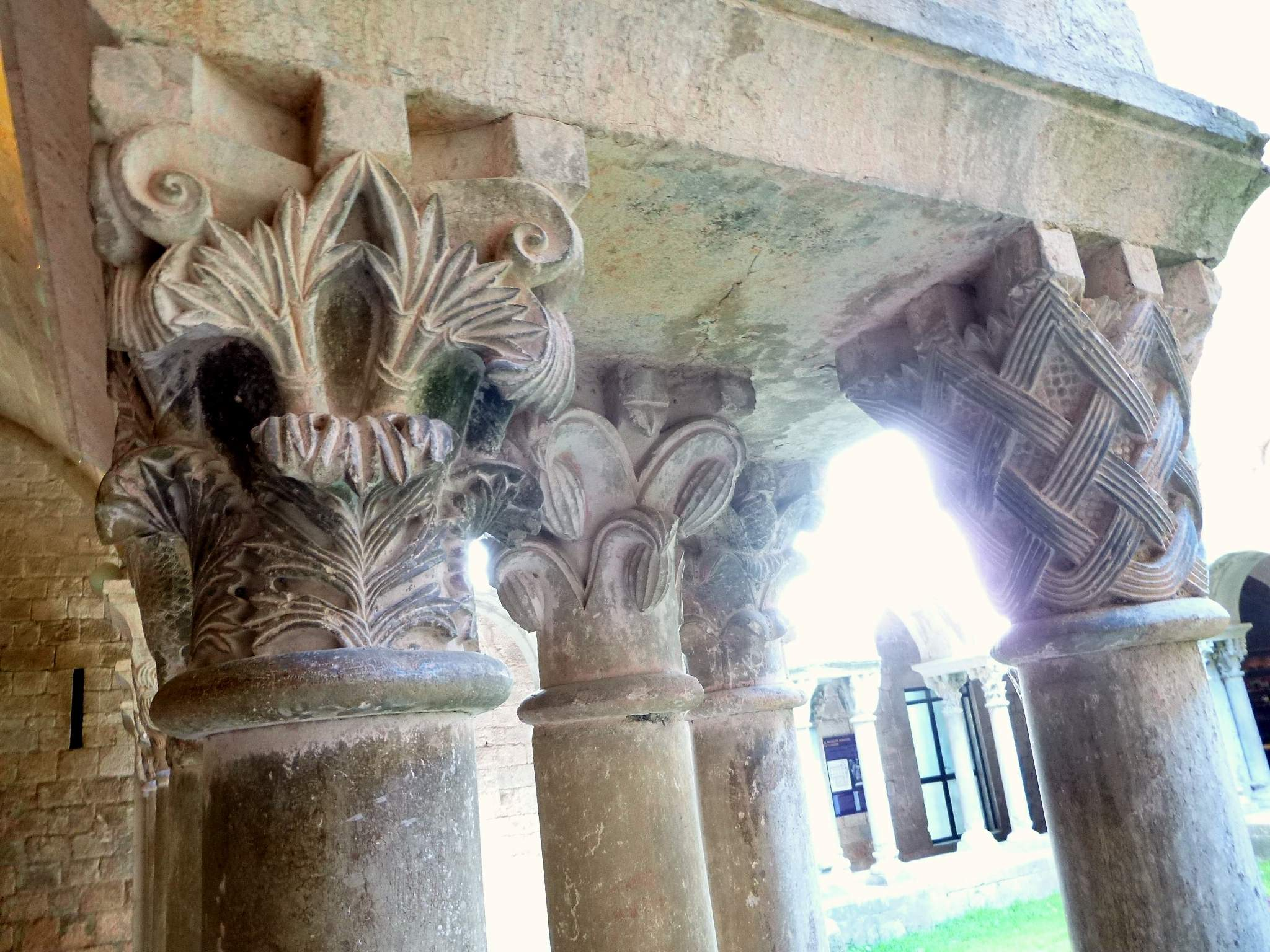
Temas vegetales